# Shein
Shein (gestileerd als SHEIN, uitspraak: sjie-in) is een Chinees e-commercebedrijf dat werd opgericht in 2008. De online detailhandel in mode, sportartikelen en kledingaccessoires staat bekend om zijn budgetprijzen en levert bestellingen in ruim 220 landen. In 2021 werd Shein wereldwijd het grootste online modebedrijf.

## Activiteiten
Shein produceert zelf geen kleding, maar laat deze fabriceren op de kledingmarkt van Guangzhou. Het bedrijf heeft een flexibel voorraadsysteem, waar producten in kleine hoeveelheden worden gefabriceerd, en alleen populaire producten in grotere oplage worden gemaakt. Verder wordt aangestuurd op Googles zoekresultaten, voor het aanvullen van toekomstige nieuwe trends. Door deze opzet en snelle manier van ontwerp naar productie kan Shein kleding leveren in drie tot zeven dagen, wat heeft bijgedragen aan haar succes.

## Geschiedenis
Shein werd in 2008 opgericht door Chris Xu, toentertijd nog onder de naam ZZKKO. De oorspronkelijke website van het merk was Sheinside.com. In 2013 groeide het bedrijf naar 100 werknemers en werd het productiekantoor opgezet in de Guangzhou.
In 2015 kreeg het bedrijf de huidige naam Shein en ging het zich richten op buitenlandse markten. Groots opgezette reclamecampagnes op sociale media moesten het merk snel laten groeien. In 2020 werd een promotieconcert gehouden met artiesten als Katy Perry, Lil Nas X en Doja Cat, om zo het merk eveneens onder de aandacht te brengen.
Eind 2021 groeide het bedrijf naar een marktwaarde van US$ 30 miljard.
Na een investeringsronde in 2022 werd de waarde van het bedrijf geschat op US$ 100 miljard. In datzelfde jaar werd het hoofdkantoor vanwege financiële redenen verhuisd van Guangzhou naar Singapore. De magazijnlocaties bleven gevestigd in China.
Shein probeert al langere tijd een beursnotering voor de aandelen te regelen. De eerste poging om een notering te krijgen in de Verenigde Staten mislukte. Begin 2024 week het uit naar het Verenigd Koninkrijk en vroeg een notering aan op de London Stock Exchange. De Britse toezichthouder Financial Conduct Authority stemde uiteindelijk in, maar toestemming van de de Chinese toezichthouder, de China Securities Regulatory Commission, bleef achterwege. Medio 2025 werd een aanvraag ingediend voor een notering op de Hong Kong Stock Exchange.

## Kritiek
Het bedrijf kreeg meerdere keren te maken met kritiek. Zo werd het gebrek aan duurzaamheid genoemd, schending van auteursrecht en het kopiëren van ontwerpen. Ook bleek uit onderzoek van Reuters dat er in de productiefaciliteiten sprake was van slechte arbeidsomstandigheden.
In 2018 werd bekend dat hackers de gegevens van 6,4 miljoen Shein-accounts hadden gestolen.
Deutsche Welle toonde in 2022 in een reportage dat de marketingcampagnes veelal zijn gericht op jongeren, en gaf als kritiek het hoge verslavingspotentieel onder deze groep. Ook werden de zeer lage prijzen en de gevolgen voor het milieu genoemd.
Platforms als TikTok en YouTube werden ingezet om zoveel mogelijk kleding bij Shein te kopen, en hier zogenaamde "haul video's" (alle gekochte producten) van te plaatsen. Deze vorm van virale marketing bleek effect te hebben, daar Shein in 2020 het meest besproken merk op deze platforms was.
Shein heeft in het geheim een aanvraag ingediend voor een beursgang in Hongkong, meldde de Financial Times op 8 juli 2025. De stap volgt na vastgelopen plannen in Londen, waar onenigheid ontstond over de toeleveringsketen. Het struikelblok was de risicoverklaring in het beursprospectus rond Sheins linken met de Chinese regio Xinjiang. Die regio in het noordwesten van het land ligt al jaren onder een vergrootglas door meldingen van mensenrechtenschendingen tegen de Oeigoerse minderheid. Westerse landen eisen dat bedrijven transparant zijn over hun toeleveringsketen in Xinjiang, terwijl China dat juist tegenwerkt.

## Rechtszaak met Temu
In december 2022 startte Shein in de Verenigde Staten een rechtszaak tegen Temu. Shein betichtte Temu ervan influencers gevraagd te hebben negatieve informatie over Shein te verspreiden. Daarnaast zou Temu nepaccounts op sociale media gebruikt hebben om mensen ervan te overtuigen de shopping-app te downloaden. 
In juli 2023 startte Temu een rechtszaak tegen Shein waarin Temu haar concurrent ervan beschuldigde het Amerikaanse mededingingsrecht te hebben geschonden. Shein zou kledingfabrikanten gevraagd hebben contracten te tekenen waarin ze beloofden enkel met Shein in zee te gaan. In oktober 2023 deden beide partijen een aanvraag de juridische strijd te eindigen en de zaken te seponeren.
In december 2023 startte Temu opnieuw een rechtszaak tegen Shein. Een woordvoerder van Temu zei hierover: "We hebben Shein aangeklaagd omdat hun acties de laatste tijd zijn geëscaleerd. Ze hebben handelaren illegaal vastgehouden, onder dwang naar hun telefoons gevraagd, accounts en wachtwoorden gestolen, onze bedrijfsgeheimen gestolen en tegelijkertijd handelaren gedwongen ons platform te verlaten".